# Tenryu
Tenryu (天竜区 -ku) é uma cidade japonesa localizada na província de Shizuoka.
Em 2003 a cidade tinha uma população estimada em 23 084 habitantes e uma densidade populacional de 127,08 h/km². Tem uma área total de 181,65 km².
Recebeu o estatuto de cidade a 3 de Novembro de 1858.
No dia 1 de julho de 2005 foi admitida em Hamamatsu-shi (admissão por fusão).